# Jacques Mercier (chef d'orchestre)
Pour les articles homonymes, voir Jacques Mercier et Mercier.
Jacques Mercier, né à Metz le 11 novembre 1945, est un chef d'orchestre français.

## Biographie
Fils de Marcel Mercier, Jacques Mercier baigne dans le milieu musical dès son plus jeune âge. Il obtient le Premier prix de direction d'orchestre au Conservatoire de Paris en 1972. La même année, il est lauréat de la Fondation de la Vocation et Premier Prix du Concours international des jeunes chefs d'orchestre de Besançon. Il commence alors une carrière internationale.
Il dirige notamment l'Orchestre de Paris, l'Orchestre philharmonique de Radio France, le London Symphony Orchestra, l'Orchestre philharmonique de Stockholm, l'Orchestre philharmonique de Moscou, l'Ensemble intercontemporain ou encore l'Orchestre de la Suisse romande. Lors de ses prestations, son talent est reconnu aussi bien à Amsterdam, Berlin, Bucarest, Budapest, Genève, Helsinki, Londres, Madrid, Munich, au Festival de Salzbourg, à Stockholm. De 1982 à 2002, Jacques Mercier est nommé directeur artistique et chef permanent de l’Orchestre national d'Île-de-France. Une politique artistique exigeante et ambitieuse[non neutre] a valu à cet orchestre un hommage spécial lors des Victoires de la musique classique en 1995. 
Il est nommé en 1989 chef permanent de l'Orchestre philharmonique de Turku en Finlande. Cette expérience lui ouvre une approche particulière des oeuvres des compositeurs du nord de l'Europe, et de Jean Sibelius en particulier qu'il s'attache à faire découvrir en France. Il est à l'origine des créations françaises de Kullervo à Paris en 1994 puis de la Suite Lemminkäinen en 1996. Il prend ensuite la direction de l'Orchestre national de Lorraine en 2002. 
Il a collaboré avec des solistes de renommée internationale comme Roberto Alagna (notamment lors des Victoires de la musique classique), Nicholas Angelich, Natalie Dessay, Brigitte Engerer, Françoise Pollet, Xavier Phillips, Nemanja Radulović, Abdel Rahman El Bacha, Wilhelmenia Fernandez, François Weigel lors des Flâneries de Reims.

## Prix
- 1972 : Premier Prix du Conservatoire national supérieur de musique de Paris (CNSM)
- 1972 : Premier Prix au Concours international de jeunes chefs d'orchestre de Besançon
- 1972 : Lauréat de la Fondation de la Vocation
- 1985 : Prix de l'Académie du disque lyrique pour l'enregistrement deDjamileh de Bizet
- 1998 : Prix de l'Académie Charles-Cros pour l'enregistrement de Bacchus et Ariane d'Albert Roussel

## Enregistrements
- Airs sacrés du XIXe siècle' : œuvres de Gounod, Bizet, Franck, Massenet, Fauré. Orchestre national d'Île-de-France, avec Françoise Pollet (soprano) - 1 CD RCA report Sony (ASIN B00002DEU6)
- Georges Bizet : Djamileh. Orchestre national d'Île-de-France avec Marie-Ange Todorovitch (mezzo-soprano), Jean-Luc Maurette (ténor), François Le Roux (baryton) - 1 CD RCA Red Seal (ASIN B00004VM07)
- Alfred Bruneau : Requiem, Lazare. Orchestre national d'Île-de-France avec Françoise Pollet (soprano), Marie Saint-Palais (soprano), Sylvie Sullé (mezzo-soprano), Jean-Luc Vialla (ténor), Laurent Naouri (baryton), Maîtrise de Paris - 1 CD RCA (ASIN B00004VSPM)
- Claude Debussy : Le Martyre de saint Sébastien. Orchestre national d'Île-de-France avec Katalin Várkonyi (mezzo-soprano), Karine Deshayes (mezzo-soprano), Gaële le Roi (soprano), Michael Lonsdale (narrateur), Brighton Festival Chorus - 1 CD RCA Red Seal (ASIN B00006BSW2)
- Théodore Gouvy : Intégrale des symphonies (avec la Sinfonietta et la Fantaisie symphonique). Deutsche Radio Philharmonie Sarrebrücken Kaiserslautern - 4 CD (CPO 777 379-2; CPO 777 382) en 2007, 2008 et 2010 (ASIN B0063FK5PQ)
- Albert Roussel : Bacchus et Ariane (Suite n°1 et Suite n°2) & Mélodies avec Véronique Gens (La Menace, Adieux, Trois Odes anacréontiques, Deux Poèmes chinois). Orchestre national d'Île-de-France avec Véronique Gens, soprano, François Le Roux, baryton - 1 CD RCA (n°7432106312) en 1998.
- Albert Roussel : Suites pour Orchestre. Suites de Padmâvati, Petite Suite, Le Marchand de sable qui passe, Suite en Fa. Orchestre national d'Île-de-France - 1 CD RCA (ASIN B000026BP6)
- Camille Saint-Saëns : La Lyre et la Harpe, L'Art d'être grand-père, Rêverie, Le Pas d'armes du Roi Jean, La Cloche, Le Déluge, La Fiancée du Timbalier, La Nuit. Orchestre national d'Île-de-France avec Françoise Pollet (soprano), Natalie Dessay (soprano), Lucile Vignon (mezzo-soprano), Daniel Galvez-Vallejo (ténor), Philippe Rouillon (baryton). 1 CD Adda 1990 report RCA (ASIN B0000ABBMD)
- Camille Saint-Saëns : Requiem op.54, Psaume XVIII op.42. Orchestre national d'Île-de-France avec Françoise Pollet (soprano), Magali Chalmeau-Damonte (mezzo-soprano), Roseline Cyrille (alto), Jean-Luc Viala (ténor), Nicolas Rivenq (baryton) - 1 CD Adda 1989 report RCA Victor (ASIN B00EOL8X04)
- Camille Saint-Saëns, Le Déluge, Françoise Pollet, Soprano, Chœur Régional Vittoria d'Ile de France, Orchestre national d'Île-de-France - direction Jacques Mercier (Adda 1990)
- Florent Schmitt : Salammbô, 3 Suites d'orchestre. Orchestre national d'Île-de-France - 1 CD RCA ou Ades 2000
- Jacques Mercier conducts French Masterworks : œuvres de Bizet, Bruneau, Debussy, Fauré, Franck, Roussel, Saint-Saëns, Schmitt. Orchestre national d'Île-de-France - 10 CD Sony (n°889854708627) publiés en 2017

## Filmographie
Jacques Mercier a participé à plusieurs bandes originales de film en dirigeant des orchestres ou comme consultant musical. Il apparaît également dans les films L'Effrontée  en 1985, ou La Femme de ma vie en 1986.